# Franz Aigner (sollevatore)
Franz Aigner (24 gennaio 1892 – 21 gennaio 1970) è stato un sollevatore austriaco.

## Palmarès

### Olimpiadi
- Argento a Parigi 1924 nei pesi massimi.

### Campionati mondiali
- Argento a Vienna 1920 nei pesi massimi (oltre 82,5 kg.)
- Oro a Vienna 1923 nei pesi massimi (oltre 82,5 kg.).